# The Wild Goose Chase
The Wild Goose Chase è un film muto del 1915 diretto da Cecil B. DeMille. È l'esordio cinematografico per Ina Claire, stella dei palcoscenici di Broadway.

## Trama
In Francia, due nonni si mostrano l'un l'altro la foto dei rispettivi nipoti che abitano negli Stati Uniti. I due decidono di combinare il matrimonio dei ragazzi, mettendo in palio due milioni se le nozze andranno a buon fine. Ma i giovani scappano e raggiungono una compagnia teatrale: alla fine i due si innamorano e si sposeranno proprio come volevano i loro nonni.

## Produzione
Il film fu prodotto con un budget stimato di 10.612 dollari. Le riprese furono effettuate il 15 marzo 1915 - 25 marzo 1915.

## Distribuzione
Distribuito dalla Paramount Pictures e dalla Famous Players-Lasky Corporation, il film uscì nelle sale degli Stati Uniti il 27 maggio 1915. Incassò 60.631 dollari.
Non si conoscono copie ancora esistenti della pellicola che viene considerata presumibilmente perduta.